# Siteswap

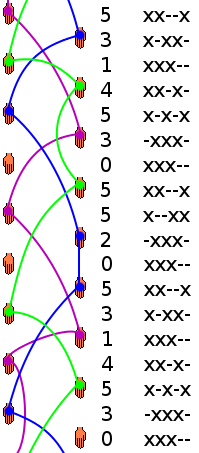
Siteswap 53145305520

Mit Siteswap bezeichnet man eine Art der Notation von Jongliermustern (ähnlich den Noten beim Spielen eines Musikinstrumentes) mithilfe von Zahlenfolgen. Das Wort wird sowohl als Bezeichnung für die Notation als auch für so beschriebene Muster benutzt.
Die Siteswap-Notation beschreibt dabei nur die „Reihenfolge“, in der die jonglierten Gegenstände geworfen werden. Siteswaps enthalten keine Angaben zu Armbewegungen oder zum Rhythmus. Es gibt also viele Möglichkeiten, einen einzelnen Siteswap zu jonglieren. So gibt es viele Jongliertricks, wie Statue of Liberty, Windmill, MillsMess oder Chops u. v. m., die alle – wie das Grundmuster Kaskade – den Siteswap „3“ haben, obwohl sie völlig verschieden jongliert sind, während ausgesuchte, schwierigere oder komplexere Siteswaps (z. B. „531“, „441“, „336“ usw.) schon in ihrer Grundform als eigenständige Jongliertricks gelten. In einem Siteswap ist auch nicht die Anzahl der Hände festgeschrieben, mit denen das Muster jongliert wird. Nicht jedes Jongliermuster ist in Siteswaps notierbar. Ein Jongleur kann zum Beispiel während der Jonglage einen Ball kurzfristig festhalten und mit der gleichen Hand weiterhin Bälle fangen und werfen. Solche und viele weitere Muster sind mit dieser Notation ohne erweiterte Schreibweisen nicht möglich.

## Notation
Ein Siteswap besteht aus einer Reihe von Zahlen, wie beispielsweise „5 3 1“. Jede Ziffer (bzw. Buchstabe) steht für einen Wurf und gibt an, wie viele Würfe später er wieder gefangen wird. Um die Notation zu erleichtern, schreibt man die Zahlen in der Regel als Ziffern direkt hintereinander, Zahlen ab 10 werden Buchstaben zugeordnet. Diese Konvention stammt aus der Notation von Hexadezimalzahlen. Aus der Ziffer ergibt sich die Flugdauer und Wurfhöhe „relativ“ zu den anderen Würfen. Die tatsächlichen Wurfhöhe und Flugdauer (die sich gegenseitig physikalisch direkt bedingen) sind praktisch frei und verschieden je nach Jongleur, Rhythmus, eingebauten Verzögerungen oder Beschleunigungen oder je nach Freiheit des Musters, solange der Siteswap eingehalten wird.
Folgende Ziffern haben besondere Bedeutung:
- 0 – kein Wurf, leer, einmal leer Aussetzen.

Mit dieser Hand kann man so während der Jonglage andere Dinge tun, z. B. diese Hand hängen lassen oder mit dem Finger schnipsen.
- 1 – Das Jongliergerät wird nahezu wurflos direkt (meistens der anderen Hand) übergeben. Im Fachjargon wird von einem „Zip“ gesprochen.
- 2 – Halten, Bleiben. Manche Jongliermuster erfordern, dass das gefangene Objekt einen oder mehrere Takte lang gehalten wird. Ein Wurf von links nach links bzw. rechts nach rechts in nur zwei Takten – also während die andere Hand dran ist mit Werfen – bleibt wo er ist. Mit ein bisschen Übung oder bei manchen Multiplex (Mehrfachwürfe, s. u.) kann man auch niedrige „Geworfene 2-en“ jonglieren. Auch dann bleibt das Objekt einmal in derselben Hand.

Ab 3 aufwärts geben die Ziffern dann richtige Würfe an, wobei die ungeraden 3, 5, 7, 9, … normalerweise (wenn nicht gerade mit gekreuzten Armen jongliert wird) in der anderen Hand (bzw. Abwurfstelle) landen, die geraden 4, 6, 8, … üblicherweise in derselben Hand, die sie geworfen hat.
Um eine Siteswap zu interpretieren, muss man nur zwei Dinge wissen:
- Alle Abwurfstellen werfen abwechselnd in einer festen Reihenfolge immer je ein Objekt.
- Dabei wird das Muster von links nach rechts gelesen und jedem Wurf eine Zahl zugeordnet. Die Zahl gibt an, wie viele Würfe später das gerade zum Wurf vorgesehene Objekt wieder geworfen wird. Dabei sind die Muster periodisch zu verstehen: Nach dem letzten Wurf folgt wieder der erste.

„Abwurfstellen“ ist hier sehr allgemein gehalten, da Siteswap schon lange nicht mehr nur für zweihändige Muster benutzt wird. Auch Diabolospieler (eine Schnur, aus der geworfen wird) und Passer (z. B. vier Hände bei zwei Personen) nutzen Siteswap.
Ab jetzt wird in diesem Artikel aber davon ausgegangen, dass nur zwei Hände beteiligt sind.

### Beispiel

Siteswap 3b 531.gif

Aus der Siteswap-Notation „531“ kann man entnehmen, dass das nachfolgend beschriebene Wurfmuster ablaufen wird. (Wir entscheiden uns, Bälle zu verwenden und mit der rechten Hand anzufangen.) Hier ist für die fortlaufend durchnummerierten Taktanfänge (1..7) ausführlich beschrieben, wie sich die 5, die 3 und die 1 auswirken; die Bälle mögen gelb, rot und blau sein. Da die Hände abwechselnd werfen, wissen wir sofort, dass die rechte Hand in allen ungeraden Takten wirft und die linke immer in geraden Takten:
1. rechte Hand: 5; das heißt, der gelbe Ball wird so hoch geworfen, dass er genau fünf Takte später wieder geworfen wird – also in Takt 6. Dort ist die linke Hand an der Reihe, er muss also nicht gerade nach oben geworfen werden, sondern die Körpermitte überqueren. Wie hoch er geworfen wird, ergibt sich allein aus der Vorgabe, dass vorher noch die Takte 2–5 ablaufen müssen.
2. linke Hand:  3; das heißt, der rote Ball wird nur so hoch geworfen, dass er nach Ablauf der jetzt nächsten drei Takte (also in Takt 5) mit der rechten Hand geworfen werden kann. Dieser Wurf ist also deutlich niedriger als der erste.
3. rechte Hand: 1; der blaue Ball muss schon im nächsten Takt wieder losgeworfen werden, also vor dem roten, der als 3 aus Takt 2 gerade in der Luft ist. Dazu muss er sehr niedrig geworfen werden – in der Regel wird man diesen Wurf eher übergeben als werfen.
4. linke Hand:  5; Der Siteswap „531“ wurde nun einmal durchlaufen und wiederholt sich ab hier seitenverkehrt mit der jeweils anderen Hand. Der Durchgang ist so ausgekommen, dass er beginnend mit dem blauen Ball erneut durchlaufen wird, das heißt, den gerade oben aus Takt 3 erhaltenen blauen Ball werfen wir jetzt so hoch, wie schon den gelben Ball aus Takt 1, so dass er nach Ablauf der jetzt nächsten fünf Takte (also in Takt Nr. 9) wieder losgeworfen werden kann.
5. rechte Hand: 3; hier haben wir eben den roten Ball gefangen, der bei Takt 2 geworfen worden war, und wir werfen ihn wieder so hoch, dass er nach Ablauf der jetzt nächsten drei Takte (also in 8) mit der linken Hand geworfen wird.
6. linke Hand:  1; hier haben wir eben den gelben Ball gefangen, der bei Takt 1 geworfen worden war, und nun werfen wir ihn im jetzt auf kürzestem Weg direkt zur rechten Hand, so dass er bei Takt 7 sofort wieder losgeworfen werden kann.
7. usw. … (ab hier gilt wieder der Text von Takt 1)

### Takt und Wurfhöhe
Bei normaler, konstanter Jongliergeschwindigkeit mit zwei Händen (etwa 140 Würfe/Minute bei einer 3 oder 4 Balljonglage) kann man jeder Ziffer genau eine Höhe zuordnen. Eine Zahl entspricht dann dem Wurf im „einfachsten“ Grundmuster mit dieser Anzahl an Objekten. Dies sieht man zum Beispiel daran, dass im Siteswap „3“ alle Objekte gleich geworfen werden und es nur eine Sorte Wurf gibt. Da aber bei gleichbleibender Taktlänge sich am Wurf nichts ändert, wenn andere Zahlen daneben stehen, ist eine „3“ immer diese Sorte Wurf, wenn man im gleichen Tempo jongliert.
In der Praxis geht man bei mehr Objekten zu einem schnelleren Tempo über. Darüber hinaus werden Siteswaps nur selten mit festem Takt geworfen – die Zahlenfolge gibt nur die Reihenfolge der Würfe an, die Takte werden sehr unterschiedlich lang. Prominentestes Beispiel dafür ist der Shower „51“ – fast immer wird stark galoppiert, die 1 direkt nach der 5 geworfen, mit einer längeren Pause nach der 1.

## Weitergehende Überlegungen

### Objektzahl: Quersummenregel
Ein netter Nebeneffekt: Weil ein Siteswapmuster nichts anderes ist, als eine bestimmte Anzahl von Bällen in der Zeit auf zwei Hände zu verteilen, ist der Durchschnitt einer Sequenz genau die Anzahl der Bälle, die man zur Verfügung hat. Am Beispiel von „531“: Die Quersumme ist 9, geteilt durch 3 (Länge der Sequenz) ergibt 3 (Anzahl der Bälle). Dieser Nebeneffekt lässt sich dazu nutzen, vorab zu klären, ob es überhaupt möglich ist, einen bestimmten Siteswap zu werfen (ist aber nur ein notwendiges Kriterium, kein Hinreichendes, siehe Jonglierbarkeit). Der Siteswap „532“ zum Beispiel ist nicht möglich, da die Quersumme 10 geteilt durch die Länge der Sequenz 3 keine ganze Zahl ergibt.

### Jonglierbarkeit
Aber auch, wenn diese Rechnung eine Ganzzahl ergibt, kann das zwar ein Hinweis auf die Jonglierbarkeit des Musters sein, ein Beweis dafür ist das aber noch nicht. So ist z. B. das Muster „534“ durchaus jonglierbar (Quersumme 12, Sequenz 3, daraus ergeben sich 4 Objekte), der Siteswap „543“ dagegen ist nicht möglich, obwohl die Rechnung noch immer aufgeht. Nach der Überprüfung wie oben ergibt sich nun nämlich ein Problem:
Takt 1: Ball 1 wird geworfen und ist nach 5 Takten, also in Takt 6 wieder an der Reihe.
Takt 2: Ball 2 wird geworfen und ist nach 4 Takten, also in Takt 6 wieder an der Reihe.
Die Siteswap-Notation sieht aber nur einen Wurf pro Takt vor – in Takt 6 sind aber nun zwei Bälle gleichzeitig in der Hand – das geht nicht, ohne die Notation um „Multiplexwürfe“ zu erweitern (s. u.)
Zwei Zahlen A und B innerhalb einer Siteswap-Notation dürfen also nicht jeden beliebigen Abstand voneinander haben. Nehmen wir an, dass A vor B steht, dann darf die Anzahl der Takte, die nach A benötigt wird, bis B geworfen wird, nicht gleich der Differenz A-B sein.

### Get-In
Manche Muster kann man nicht gleich aus dem Grundmuster der entsprechenden Objektzahl starten. Man nennt den Zustand, der bei jedem Wurf des Grundmusters vorliegt, den „ground state“. Um dann korrekt in das Siteswapmuster zu kommen, benötigt man eine so genannte get-in-Sequenz, und um hinterher wieder rauszukommen, benötigt man analog eine get-out-Sequenz. Benötigt ein Siteswap diese Sequenzen, so heißt er „excited“.
Für den Shower 51 benötigt man beispielsweise solche Übergangswürfe: z. B. kommt man mit einer 4 von der Kaskade in den Shower, und mit einer 2 wieder zum Grundmuster. Ein nahtloses Aneinanderfügen von Kaskade und Shower (…3335151…) ist kein gültiges Jongliermuster. – die fett markierten Ziffern kollidieren. Mit den Übergangswürfen hingegen (…3345151…5151233…) ist das Muster insgesamt jonglierbar.

### Flugbahnen und Turnus
Ein interessanter Aspekt bei Siteswaps sind die oft verschiedenen Wege, die die Objekte durch das Muster nehmen: So wechseln sich im beschriebenen, animierten Beispiel oben (531) der blaue und der gelbe Ball mit den 5-en und 1-en ab, während der rote Ball nur alle 3-en macht. Mit dem richtigen oder einem passenden Siteswap können so für verschiedene (verschieden große, andersartige oder nur verschiedenfarbige) Objekte verschiedene Flugbahnen vergeben werden. Auch kann es beim Erlernen eines anfangs kompliziert und verwirrend erscheinenden Tricks sehr hilfreich sein, einen Ball im Siteswap zu kennen, der immer dieselbe (relative) Höhe fliegt. In 4b-345 z. B. macht auch nur ein Ball alle 3-en; danach machen jeweils zwei andere Bälle die folgenden 4-er und 5-er Würfe zur selben Seite hin (auf der anderen Seite ist dann schon der dritte andere Ball bereit für die nächste 4 nach dem Seitenwechsel). Einen farblich auffälligen Ball diese 3-en machen zu lassen, die den Seitenwechsel einleiten, macht das Muster dann noch durchschaubarer und leichter erlernbar.

## Erweiterungen der Notation
Die Notation kann durchaus nicht alle Muster beschreiben. Die beiden oben genannten Regeln ermöglichen zwar eine sehr kompakte Darstellung von gewissen Mustern, unterliegen aber gleichzeitig zwei Beschränkungen
1. Es wird immer nur ein Objekt auf einmal geworfen. Zwei Sachen aus einer Hand gleichzeitig werfen („Multiplex“) ist aber so einfach, dass selbst Nichtjongleure es beherrschen genau wie das synchrone Werfen mit beiden Händen.
2. Die Reihenfolge, in der Hände oder andere Werfer an der Reihe sind, ist fest.

Außerdem sind Passingmuster notiert als vierhändige Siteswaps oft unanschaulich – Muster, bei denen mehrere Personen gleichzeitig werfen, sind durchaus üblich.

### Synchrones Werfen
Beide Hände werfen gleichzeitig, zum Beispiel (6x,4x). In Klammern stehen jeweils die Zahlen für die linke und rechte Hand, durch ein Komma getrennt. „x“ steht für „crossing“, d. h. der Ball wird zur anderen Hand geworfen, ohne x geht der Wurf zur selben Hand zurück.
Beispiele:
- (6x,4x) Synchroner 5 Ball Half-Shower
- (6x,4) (4,6x)
- (6x,4) (4,2x) (4,6x) (2x,4), siehe Animation rechts

### Multiplexwürfe
Es ist möglich, 2 oder mehr Bälle gleichzeitig aus einer Hand zu werfen. Alle Zahlen, die eine Hand gleichzeitig wirft, kommen in eckige Klammern, z. B. [43] (d. h. ein Ball wird als „4“ geworfen, der andere als „3“). Jetzt ist es auch erlaubt, dass zwei Bälle in einer Hand landen – das ist sogar Voraussetzung, um einen Multiplex später werfen zu können. Beispiel-Animation links: 3-Ball-Kaskade mit mitjonglierter "5", 4 Bälle, Siteswap: [53]3333. 

### Passing
Vierhändige Siteswaps erfreuen sich in manchen Kreisen großer Beliebtheit. Im Unterschied zu den Siteswaps der Solojonglage sind die Zahlen hier doppelt so groß. Es wird unterschieden zwischen dem globalen Siteswap, der theoretisch auch zweihändig jonglierbar ist, und dem lokalen Siteswap, der besagt, was jeder einzelne Jongleur werfen muss. Beim globalen Siteswap werden die vier Hände der beiden Jongleure abwechselnd gezählt: nach der rechten Hand von Jongleur 1 ist die rechte von Jongleur 2 dran, dann die linke von Jongleur 1 und anschließend die linke von Jongleur 2.
Wenn beide Jongleure gleichzeitig werfen, so dass synchrone Notation nötig wäre, werden die vierhändigen Siteswaps nicht verwendet. Stattdessen schreibt man oft für jeden Jongleur einen eigenen Siteswap und versieht Würfe, die zu anderen gehen, mit einem „p“ (Pass). Bei mehr als zwei Jongleuren ist so nicht klar, zu welchem der Mitjongleure der Pass geht, in der Regel werden die Jongleure dann durchnummeriert und nach dem „p“ kommt die Bezeichnung des Ziels, z. B. „3 pC“ als Pass zum Jongleur, der mit „C“ bezeichnet wird.
Da nicht alle Passer gleichzeitig werfen müssen, sondern auch um Bruchteile von Takten verschoben sein können, sind Passingmuster nicht auf ganze Zahlen beschränkt.
Beispiele:
- 3p 3 3 – Three-Count, „Walzer“ – alle Jongleure werfen gleichzeitig.
- 5 3 3,5p 3 3 – „5-count Popcorn“ – die Jongleure sind um einen halben Takt versetzt, siehe Animation rechts. Der vierhändige Siteswap hierzu ist lokal: a 6 7 6 6 (a steht für 10) bzw. global: 7 a 6 6 6 oder a 6 6 6 7.

## Software
Um Siteswaps darzustellen, gibt es eine große Anzahl frei verfügbarer Programme für nahezu jedes Betriebssystem. Viele bieten auch die Möglichkeit, die Bewegungen der Hand festzulegen, um komplizierte Tricks wie z. B. den Mills Mess darzustellen.
- Juggling Lab ist ein in Java geschriebenes Open-Source-Programm, das verschiedene Siteswap-Syntaxen unterstützt. Als Applet kann es in Websites eingebaut werden, um Tricks zu animieren.
- Jaggle ist ein Java-Applet und animiert die Muster in 3D-Grafik und besitzt mehrere fertig definierte Muster. Die Tricks können in der Animation auch rückwärts abgespielt werden, dies vereinfacht das Lernen.
- Jongl ist für viele Betriebssysteme verfügbar und kann unter anderem auch Passing-Muster mit verschiedenen Objekten wie Keulen, Bällen und Ringen animieren. Das Programm stellt nicht nur die Objekte, sondern auch die Jongleure in 3D dar.
- JavaMaster ist ein in Java geschriebenes Applet, welches eine große Trickliste eingebaut hat und auch Siteswaps darstellen kann.
- Joepass! konzentriert sich hauptsächlich auf Passing-Muster, kann aber auch normale Siteswaps darstellen. Die Software gibt es für Windows und Macintosh.